# Фонд солидарности за обнову Републике Српске
Фонд солидарности за обнову Републике Српске је правно лице са јавним овлашћењима чија је надлежност управљање и располагање намјенским средствима за обнову Републике Српске усљед штете изазване елементарним непогодама, природним, техничко-технолошким и еколошким катастрофама, епидемијама и другим ванредним приликама које узрокују штету.
Сједиште Фонда солидарности је у Бањој Луци.

## Историја
Фонд солидарности за обнову Републике Српске је основан Законом о Фонду солидарности за обнову Републике Српске од 15. јуна 2014. Оснивач Фонда солидарности је Република Српска, а оснивачка права и одговорности врши Влада Републике Српске. Првобитни циљ је био обнова Републике Српске након поплава у мају 2014. Фонд солидарности је имао надлежност за успостављање и вођење Јединственог регистра штета, као и управљање и располагање намјенским средствима за обнову.
Орган Фонда солидарности је био Управни одбор са 11 чланова: предсједник Владе и четири министра, четири градоначелника/начелника општина са поплављених подручја, један представник запослених и један представник међународних финансијских институција или донатора. Функцију предсједника Управног одбора је вршио предсједник Владе, а све чланове је именовала Влада.
Санација стамбених објеката оштећених поплавама приоритетно се вршила путем додјеле једнократне новчане помоћи у вриједности до 5.000 КМ по кориснику средстава. Једнократна помоћ се додјељивала у виду подјеле платних картица по ваучер моделу која је започела 8. јула 2014. Одвијала се свакодневно према обрађеним подацима достављеним од локалних комисија за попис штете. Картицом се куповала роба или плаћале услуге у предузећима која су потписала уговор са Фондом солидарности.
Усљед ванредног стања за територију Републике Српске због пандемије вируса корона донесена је Уредба са законском снагом о Фонду солидарности за обнову Републике Српске од 15. априла 2020. којом је проширена дефиниција обнове тако да подразумијева санацију штете изазване елементарним непогодама, природним, техничко-технолошким и еколошким катастрофама, епидемијама и другим ванредним приликама које узрокују штету. Прописан је и другачији састав Управног одбора. Средином маја успостављен је засебан Компензациони фонд Републике Српске са циљем санирања посљедица и потешкоћа усљед пандемије вируса корона.

## Управни одбор
Орган Фонда солидарности за обнову Републике Српске је Управни одбор са 11 чланова: шест чланова Владе Републике Српске, један представник из реда запослених, један представник Пореске управе Републике Српске, један представник Привредне коморе Републике Српске, један представник Савеза општина и градова Републике Српске и један представник Савеза синдиката Републике Српске. Функцију предсједника Управног одбора врши предсједник Владе, а све чланове именује Влада.
Административне, техничке и оперативне послове за потребе Фонда солидарности обавља Генерални секретаријат Владе Републике Српске, а средства за трошкове тих послова обезбјеђују се у буџету Републике Српске.

## Финансирање
Средства за финансирање обнове Републике Српске односно санацију штете обезбјеђују се из: посебног доприноса за солидарност, пореских прихода који се у ту намјену плаћају по посебним законима, домаћих и иностраних донација, буџетских средстава Републике у која су укључени и инострани зајмови и кредити, буџетских средстава јединица локалне самоуправе, средстава остварених продајом имовине стечене извршењем кривичног дјела и других средстава. Средства се уплаћују на рачун Фонда солидарности за обнову Републике Српске.
Фонд солидарности подноси Влади Републике Српске квартални извјештај о раду, прикупљеним и распоређеним средствима за санацију штете, а Влада подноси годишњи извјештај о раду Фонда солидарности Народној скупштини Републике Српске. Надзор над прикупљањем и расподјелом средстава врши радно тијело Народне скупштине, којем предсједава посланик из највеће опозиционе партије, и Главна служба за ревизију јавног сектора Републике Српске.